# فرناندو کاررارو
فرناندو کاررارو (انگلیسی: Fernando Carralero؛ زادهٔ ۱۶ مهٔ ۱۹۸۶) بازیکن فوتبال اهل اسپانیا است.